# 2025 en basket-ball
| Années du basket-ball : 2022 - 2023 - 2024 - 2025 - 2026 - 2027 - 2028    |
| Décennies du basket-ball : 1990 - 2000 - 2010 - 2020 - 2030 - 2040 - 2050 |

Cet article présente les faits marquants de l’année 2025 en basket-ball.

## Palmarès des sélections nationales

### Basket-ball à 5
| Lieu                    | Compétition              | Médaille d'or, Coupe du Monde | Médaille d'argent, Coupe du Monde | Médaille de bronze, Coupe du Monde |
| Compétitions masculines | Compétitions masculines  | Compétitions masculines       | Compétitions masculines           | Compétitions masculines            |
| ----------------------- | ------------------------ | ----------------------------- | --------------------------------- | ---------------------------------- |
| /                       | Championnat d’Europe     |                               |                                   |                                    |
|                         | Championnat d’Europe U20 | Italie                        | Lituanie                          | France                             |
|                         | Coupe du monde U19       | États-Unis                    | Allemagne                         | Slovénie                           |
|                         | Championnat d’Europe U18 | Espagne                       | France                            | Italie                             |
|                         | Championnat d’Europe U16 | -                             | -                                 | -                                  |
| Compétitions féminines  |                          |                               |                                   |                                    |
| /                       | Championnat d’Europe     | Belgique                      | Espagne                           | Italie                             |
|                         | Championnat d’Europe U20 | Espagne                       | Lituanie                          | Italie                             |
|                         | Coupe du monde U19       | États-Unis                    | Australie                         | Espagne                            |
|                         | Championnat d’Europe U18 | Espagne                       | Finlande                          | France                             |
|                         | Championnat d’Europe U16 | -                             | -                                 | -                                  |

### Basket-ball à 3
| Lieu                    | Compétition             | Médaille d'or, Coupe du Monde | Médaille d'argent, Coupe du Monde | Médaille de bronze, Coupe du Monde |
| Compétitions masculines | Compétitions masculines | Compétitions masculines       | Compétitions masculines           | Compétitions masculines            |
| ----------------------- | ----------------------- | ----------------------------- | --------------------------------- | ---------------------------------- |
| Drapeau de la Mongolie  | Coupe du monde          | Espagne                       | Suisse                            | Serbie                             |
| Compétitions féminines  |                         |                               |                                   |                                    |
| Drapeau de la Mongolie  | Coupe du monde          | Pays-Bas                      | Mongolie                          | Canada                             |

## Palmarès des clubs

### Compétitions masculines

#### Compétitions continentales
| Zone                         | Compétition                  | Vainqueur                    | Finaliste                    | Résultat                     |
| Compétitions internationales | Compétitions internationales | Compétitions internationales | Compétitions internationales | Compétitions internationales |
| ---------------------------- | ---------------------------- | ---------------------------- | ---------------------------- | ---------------------------- |
| Europe                       | Euroligue (C1)               | Fenerbahçe Istanbul          | AS Monaco                    | 81–70                        |
| Europe                       | EuroCoupe (C2)               | Hapoël Tel Aviv              | CB Gran Canaria              | [2–0]                        |
| Europe                       | Ligue des champions (C3)     | Unicaja Málaga               | Galatasaray SK               | 83–67                        |
| Europe                       | FIBA EuropeCup (C4)          | Bilbao Basket                | PAOK Salonique               | 154–149 (*72–65, 82–*84)     |

### Compétitions féminines

#### Compétitions continentales
| Zone   | Compétition    | Vainqueur             | Finaliste          | Résultat                 |
| ------ | -------------- | --------------------- | ------------------ | ------------------------ |
| Europe | Euroligue (C1) | USK Prague            | Çukurova BK Mersin | 66–53                    |
| Europe | Eurocoupe (C2) | ESB Villeneuve-d’Ascq | Uni Ferrol         | 162–145 (78–*75, *84–70) |

#### Compétitions régionales
| Zone              | Compétition      | Vainqueur                | Finaliste          | Résultat |
| ----------------- | ---------------- | ------------------------ | ------------------ | -------- |
| Pays baltes       | Ligue baltique   | Kibirkštis Vilnius (lt)  | Klaipėdos Neptūnas | 76–61    |
| Europe de l'Est   | EWBL             | Nyon Basket Féminin      | SBŠ Ostrava (cs)   | 82–80    |
| Europe du Sud-Est | Ligue adriatique | KK Budućnost Podgorica   | ŽKK Celje          | 71–64    |
| Albanie/Kosovo    | Liga Unike       | BC Flamurtari Vlorë (en) | KBF Peja 03        | 72–62    |

#### Championnats nationaux
| Pays     | Compétition                       | Vainqueur                          | Finaliste                        | Résultat |
| Europe   | Europe                            | Europe                             | Europe                           | Europe   |
| -------- | --------------------------------- | ---------------------------------- | -------------------------------- | -------- |
|          | Championnat d’Albanie             | BC Flamurtari Vlorë (en) F         | SK TiranaT                       | [3–0]    |
|          | Championnat d’Arménie             | Les Foxes Erevan T                 | Hatis ErevanF                    | 64–56    |
|          | Championnat d’Allemagne           | Rutronik Stars Keltern (de) F      | TV 1872 Sarrelouis (de)          | [3–0]    |
|          | Championnat d’Autriche            | BK Duchess Klosterneuburg          | UBI GrazF                        | [3–0]    |
|          | Championnat de Belgique           | Royal Castors Braine F             | Kangoeroes Basket MalinesT       | [2–1]    |
|          | Championnat de Biélorussie        |                                    |                                  |          |
|          | Championnat de Bosnie-Herzégovine | ŽKK Orlovi Banja Luka (sr) T       | KK Lavovi BrčkoF                 | [3–0]    |
|          | Championnat de Bulgarie           | BK Montana 2003 (bg) F             | BK Beroe Stara ZagoraT           | [3–1]    |
|          | Championnat de Chypre             | AEL LimassolT                      | Anayénnisi Yermasóyias (el)F     | [3–1]    |
|          | Championnat de Croatie            | PGM Ragusa Dubrovnik T             | ŽKK Trešnjevka 2009 Zagreb (en)F | [3–0]    |
|          | Dameligaen                        | AKS Falcon Copenhague T            | Åbyhøj IF AarhusF                | [3–0]    |
|          | Liga Femenina de Baloncesto       | Valence BCT                        | Casademont Saragosse             | [2–0]    |
|          | Championnat d’Estonie             | TSA Tallinn                        | Audentes TallinnT                | 75–60    |
|          | Championnat de Finlande           | Torpan Pojat HelsinkiT             | Kotka Peli-KarhutF               | [3–2]    |
|          | Championnat de France             | Basket Landes F                    | Tarbes Gespe Bigorre             | [2–1]    |
|          | Championnat de Grèce              | Olympiakós Le Pirée T              | Athinaïkós Výronas               | [3–1]    |
|          | Championnat de Hongrie            | Sopron Basket                      | DVTK MiskolcT                    | [3–2]    |
|          | Championnat d’Irlande             | Killester DublinT                  | St. Pauls BC Killarney           | 83–63    |
|          | Championnat d’Islande             | Haukar Hafnarfjörður (en)          | Keflavík Reykjanesbær (en)F      | [3–2]    |
|          | Championnat d’Israël              | Maccabi Bnot Ashdod                | Hapoël Rishon LeZion             | [3–2]    |
|          | LegA Basket Femminile             | Famila Schio F                     | Reyer Venise-MestreT             | [3–2]    |
|          | Championnat du Kosovo             | Bashkimi Prizren T                 | Peja 03                          | [3–0]    |
|          | LSBL Championships                | TTT Riga T                         | SBK Liepāja/LSSS                 | [2–0]    |
|          | LMKL                              | Kibirkštis Vilnius (lt) T          | Klaipėdos Neptūnas               | [3–1]    |
|          | Championnat du Luxembourg         | BBC Grünewald H. NiederanvenT      | BBC Sparta Bertrange             | [3–0]    |
|          | Championnat de Malte              | Depiro L-Imtarfa F                 | Starlites Naxxar BC              | [3–2]    |
|          | Championnat de Macédoine du Nord  |                                    |                                  |          |
|          | PrvA League                       | KK Budućnost Podgorica T           | ŽKK Trebjesa Nikšić              | [2–0]    |
|          | Kvinneligaen                      | Ulriken Eagles Bergen T            | Asker AliensF                    | [2–0]    |
|          | Championnat des Pays-Bas          |                                    |                                  |          |
|          | OBLK                              | Arka Gdynia                        | AZS AJP Gorzów WielkopolskiF     | [3–0]    |
|          | Championnat du Portugal           | Benfica LisbonneT                  | Esgueira Aveiro                  | [2–0]    |
|          | Championnat de Roumanie           | ACS Sepsi SIC Sfântu Gheorghe (en) | CSM Târgoviște                   | [3–2]    |
|          | WBBL                              |                                    |                                  |          |
|          | Superligue                        | UMMC Iekaterinbourg T              | Nadejda Orenbourg                | [3–0]    |
|          | Championnat de Slovaquie          | Piešťanské Čajky T                 | Slávia Banská BystricaF          | [3–0]    |
|          | Championnat de Slovénie           | ŽKK Celje                          | KK Triglav Kranj                 | [3–0]    |
|          | A League                          | Étoile rouge de BelgradeF          | ŽKK Kraljevo                     | [3–0]    |
|          | Damligan                          | Luleå BBK F                        | Högsbo Basket Göteborg           | [3–0]    |
|          | Championnat de Suisse             | Nyon Basket Féminin F              | Elfic Fribourg BasketT           | [3–1]    |
|          | Championnat de Tchéquie           | USK Prague                         | BK Žabiny Brno                   | [3–0]    |
|          | TBBL                              | Fenerbahçe IstanbulT               | Çukurova BK MersinF              | [3–0]    |
|          | Superligue                        | BK Frank Ivano-Frankivsk T         | InterKhim-Sdiouschor Odessa      | [2–0]    |
| Amérique |                                   |                                    |                                  |          |
|          | WNBA                              |                                    |                                  |          |
|          | NCAA                              | Huskies de UConn                   | Gamecocks de Caroline du Sud     | 82–69    |
| Asie     |                                   |                                    |                                  |          |
|          | WCBA                              | Vermilion Birds de Guangdong       | Sichuan Blue Wales Chengdu       | [3–1]    |
|          | WKBL                              | BNK Sum Guri (en)                  | Asan Woori Bank Chuncheon (en)F  | [3–0]    |
| Océanie  |                                   |                                    |                                  |          |
|          | WNBL                              | Spirit de Bendigo                  | Fire de Townsville               | [2–0]    |

### Compétitions handibasket
| Pays                         | Compétition                  | Vainqueur                    | Finaliste                        | Résultat                     |
| Compétitions internationales | Compétitions internationales | Compétitions internationales | Compétitions internationales     | Compétitions internationales |
| ---------------------------- | ---------------------------- | ---------------------------- | -------------------------------- | ---------------------------- |
| Europe                       | Ligue des Champions          | BSR Amiab Albacete           | Deco Metalferro Amicacci Abruzzo | 62–42                        |
| Europe                       | Euroligue 1                  | Galatasaray SK               | Aigles du Puy-en-Velay           | 64–57                        |
| Europe                       | Euroligue 2                  | Rhine River Rhinos Wiesbaden | Hornets Le Cannet                | 62–56                        |
| Europe                       | Euroligue 3                  | CD Amivel Reyes Gutiérrez    | ASD Reggio Calabria BIC          | 81–67                        |